# Парижский мирный договор (1815)
Парижский мирный договор 1815 года — мирный договор между участниками седьмой антифранцузской коалиции (Россией, Великобританией, Австрией и Пруссией) и Францией, в которой вторично была восстановлена власть Бурбонов. Представителями Франции были сперва Талейран, потом Ришельё, России — Разумовский и Каподистрия, Пруссии — Гарденберг и Гумбольдт, Австрии — Меттерних и Виссенбург, Англии — Р. С. Каслри и Веллингтон.
Пруссия усиленно настаивала на уступке ей Эльзаса, но Россия противилась каким бы то ни было посягательствам на издавна французские территории; к ней присоединилась Англия, и Пруссии пришлось уступить. Франция была возвращена, в общих чертах, в границы 1790 года; однако, за ней оставлены Авиньон и небольшие территории в Эльзасе и Лотарингии, прежде ей не принадлежавшие. Она должна была возвратить Пруссии Саарлуи и Саарбрюкен с принадлежащей к ним территорией, Нидерландам — герцогство Бульонское и крепости Филиппвиль и Мариенбург, Баварии — левый берег Лаутера с городом Ландау (в Пфальце), Сардинии — часть Савойи; Монако было восстановлено как самостоятельное княжество.
Кроме того, на Францию была наложена контрибуция в 700 млн франков, которую она должна была уплатить в пятилетний срок; до уплаты она должна была согласиться на оккупацию части её территории армией союзников в 150 тыс. человек, содержание которой было возложено на неё же. Все произведения искусств и литературы, которые французы во время войн похитили из разных музеев и хранилищ, они должны были возвратить по принадлежности. В дополнительной статье державы обязались принять меры к совершенному уничтожению работорговли. Особым актом державы гарантировали нейтралитет и неприкосновенность территории Швейцарии; другим особым актом четыре союзных державы обязались, в случае нужды, силой оружия поддерживать основы Парижского мира и ни в каком случае не допускать членов семейства Бонапартов на трон Франции.